# Bio Challenge
Bio Challenge is een videospel voor de Commodore Amiga en de Atari ST. Het spel werd uitgebracht in 1989. 

## Ontvangst
| Beoordeeld door                       | Jaar | Platform | Score |
| ------------------------------------- | ---- | -------- | ----- |
| ACE (Advanced Computer Entertainment) | 1989 | Atari ST | 92%   |
| ASM (Aktueller Software Markt)        | 1989 | Amiga    | 88%   |
| ST/Amiga Format                       | 1989 | Atari ST | 86%   |
| The Games Machine (UK)                | 1989 | Atari ST | 77%   |
| Power Play                            | 1989 | Amiga    | 71%   |
| Tilt                                  | 1989 | Atari ST | 70%   |